# Championnat de Tunisie de football 1947-1948
 (août 2016).
Si vous disposez d'ouvrages ou d'articles de référence ou si vous connaissez des sites web de qualité traitant du thème abordé ici, merci de compléter l'article en donnant les références utiles à sa vérifiabilité et en les liant à la section « Notes et références ».
Navigation
Saison précédente Saison suivante
La saison 1947-1948 du championnat de Tunisie de football est la deuxième édition de la première division tunisienne à poule unique qui se dispute au niveau national, le championnat d'excellence. Les dix meilleurs clubs tunisiens jouent les uns contre les autres à deux reprises durant la saison, à domicile et à l'extérieur.
Cette année, le titre est remporté une nouvelle fois par le Club africain ; il s'agit du deuxième titre consécutif du club. Cette saison voit la participation du Club tunisien, futur Club sportif sfaxien, et qui s'y installe définitivement.

## Clubs participants
- Club africain
- Club sportif gabésien
- Club tunisien
- Étoile sportive du Sahel
- Espérance sportive
- Patrie Football Club bizertin
- Patriote de Sousse
- Union sportive de Ferryville
- Union sportive tunisienne
- Vaillante jeunesse de Hammam Lif

## Compétition

### Classement
Le barème de points servant à établir le classement se décompose ainsi :
- Victoire : 3 points
- Match nul : 2 points
- Défaite : 1 point

| Rang | Équipe                           | Pts | J  | G  | N | P       | Bp | Bc | Diff |
| ---- | -------------------------------- | --- | -- | -- | - | ------- | -- | -- | ---- |
| 1    | Club africain                    | 48  | 18 | 13 | 4 | 1       | 49 | 14 | +35  |
| 2    | Union sportive de Ferryville     | 45  | 18 | 11 | 5 | 2       | 38 | 17 | +21  |
| 3    | Espérance sportive               | 39  | 18 | 9  | 3 | 6       | 37 | 17 | +20  |
| 4    | Étoile sportive du Sahel         | 37  | 18 | 8  | 3 | 7       | 27 | 33 | -6   |
| 5    | Union sportive tunisienne        | 34  | 18 | 7  | 3 | 8(1F)   | 33 | 26 | +7   |
| 6    | Club tunisien                    | 34  | 18 | 5  | 6 | 7       | 25 | 27 | -2   |
| 7    | Patrie Football Club bizertin    | 33  | 18 | 6  | 4 | 8(1P.P) | 25 | 23 | +2   |
| 8    | Patriote de Sousse               | 30  | 18 | 4  | 4 | 10      | 24 | 44 | -20  |
| 9    | Club sportif gabésien            | 30  | 18 | 4  | 4 | 10      | 19 | 55 | -36  |
| 10   | Vaillante jeunesse de Hammam Lif | 28  | 18 | 4  | 2 | 12      | 21 | 41 | -20  |

|  | Champion de Tunisie 1946-1947 |
|  | Relégué                       |

### Matchs
| Résultats (▼dom., ►ext.)         | CA  | CSG | CT  | EST | ESS | PFCB | PS  | USF | UST | VJHL |
| Club africain                    |     | 4-1 | 5-0 | 2-0 | 4-0 | 4-1  | 6-0 | 1-0 | 1-0 | 6-1  |
| Club sportif gabésien            | 1-2 |     | 0-0 | 1-4 | 4-3 | 1-6  | 2-1 | 1-5 | 1-1 | 2-1  |
| Club tunisien                    | 2-2 | 0-0 |     | 1-2 | 3-1 | 3-1  | 3-1 | 0-0 | F.  | 3-0  |
| Espérance sportive               | 0-1 | 9-0 | 5-1 |     | 1-1 | 2-0  | 2-0 | 0-0 | 4-0 | 3-1  |
| Étoile sportive du Sahel         | 2-3 | 1-4 | 4-1 | 1-0 |     | 1-0  | 3-2 | 2-1 | 2-1 | 2-0  |
| Patrie Football Club bizertin    | 1-1 | 2-0 | 1-1 | 2-0 | 0-0 |      | 3-0 | 1-1 | 1-0 | 2-1  |
| Patriote de Sousse               | 2-2 | 1-1 | 0-4 | 1-1 | 3-2 | 3-2  |     | 2-1 | 2-1 | 2-1  |
| Union sportive de Ferryville     | 0-0 | 7-0 | 1-0 | 3-1 | 3-1 | 2-1  | 2-1 |     | 6-3 | 2-1  |
| Union sportive tunisienne        | 2-1 | 7-0 | 1-1 | 0-2 | 2-0 | 1-0  | 6-1 | 2-2 |     | 5-2  |
| Vaillante jeunesse de Hammam Lif | 1-4 | 1-0 | 3-2 | 2-1 | 1-1 | 2-1  | 2-2 | 1-2 | 0-1 |      |

Abréviations :
- F. : Victoire par forfait
- G.P. : Gain par pénalité
- P.P. : Perte par pénalité

### Meilleurs buteurs
Cherif Mathlouthi conserve son titre de meilleur buteur avec le même total que la saison précédente, grâce notamment aux cinq buts marqués contre la Vaillante jeunesse de Hammam Lif (6-1) et les quatre buts contre la Patriote de Sousse (6-0).
- Cherif Mathlouthi (CA) : 15 buts
- Popaul Perez (UST) et Youssef Gabsi (CA) : 12 buts
- Habib Mougou (ESS) : 11 buts
- Augustin Bernardi (USF) et Mohamed Ben Romdhan (CT) : 9 buts
- Mounir Kebaili (CA) : 8 buts
- Charles Cimalando (PS), Taoufik Ben Slama (CT) et Amédée Scorsone (USF) : 7 buts

### Tournois d'accession
Le Club athlétique bizertin est champion de la promotion d'honneur Nord ; il rencontre en barrage le Sfax railway sport, champion de la ligue Sud qui a éliminé le champion de la promotion d'honneur Centre, la Jeunesse sportive kairouanaise, puis le champion de la promotion d'honneur Sud-Ouest, le Khanfous de Redeyef. Le Club athlétique bizertin l'emporte et accède en division d'excellence, alors que le Sfax railways sports est battu par le Club sportif gabésien qui conserve sa place parmi l’élite.

### Champion
- Direction :
  - Président et trésorier général : Salah Aouidj
  - Vice-président : Mohieddine Bey et Fathi Zouhir
  - Secrétaire général : Abdelmalek Ben Achour
- Entraîneur : Mazzarella[3]
- Joueurs : Gaston Taïeb (GB), Abdesselem Ben Ismaïl, Abdelaziz Fayache, Hédi Saheb Ettabaâ, Mustapha Dhib, Salah Akacha, Pierre Durin, Mounir Kebaili, Ali Ben Brahim, Cherif Mathlouthi, Tarek Chériki, Rchid Debbabi, Abdelaziz Driss, Youssef Gabsi, Salah Ben Nouir, Ridha Bach Hamba

## Sources
- Lotfi Zahi, Aux origines du Club africain et du mouvement associatif sportif tunisien, éd. Karem Sharif, Tunis, 2012
- Rubriques sportives des journaux La Dépêche tunisienne, La Presse de Tunisie, Le Petit Matin et Tunis socialiste des années 1947 et 1948